# Egon Schiele – Exzesse
Egon Schiele – Exzesse ist der Titel einer Filmbiografie aus dem Jahr 1981 über den expressionistischen Maler Egon Schiele.

## Handlung
Der Film zeigt in vielen Schnitten Episoden aus dem Leben von Egon Schiele. Er beginnt damit, dass der Maler und seine Partnerin Wally die dreizehnjährige Tatjana von Mossig aufnehmen, was deren Vater veranlasst, eine Anzeige zu erstatten. Das führt zur Verhaftung von Schiele und einer Verurteilung zu 23 Tagen Haft. Nach der Freilassung heiratet er Edith, ist aber weiter dem Modell Wally zugeneigt.
Schiele muss zur Musterung, wird eingezogen und nimmt als Soldat am Ersten Weltkrieg teil. Er erlebt die Schwangerschaft und den Tod seiner schwangeren Frau Edith mit. Schiele stirbt schließlich an der Spanischen Grippe.

## Kritiken
„Lose aneinandergereihte Stationen aus dem Leben des 1918 gestorbenen österreichischen Künstlers, der mit seinem verkannt gebliebenen Werk und seiner Lebensweise Skandale heraufbeschwor. Von den kunsthistorischen Bezügen und der Bedeutung Schieles erfährt man so gut wie nichts. Dafür konzentriert sich der Film auf die Körper der Modelle.“

„Die losen Szenen und Aneinanderreihungen werden dem Werk Schieles nie gerecht. Die Langeweile ist größer als Carrieres gutes Spiel.“

„Intellektuelles Niveau und so etwas wie Authentizität wird durch Schiele-Zitate im Off herbeigesehnt. Dazu wurde der Film noch so kompliziert ineinander verschachtelt, daß sich der Betrachter die Geschichte erst wieder mühselig zurechtpuzzlen muß. Vesely und sein Team haben eben alles hochgradig künstlerisch verfremdet.“